# 阿德里安 (密蘇里州)
阿德里安（英語：Adrian）是位於美國密蘇里州貝茨縣的城市。

## 人口
根據2020年美國人口普查的數據，阿德里安的面積為4.55平方千米，當中陸地面積為4.33平方千米，而水域面積為0.21平方千米。當地共有人口1730人，而人口密度為每平方千米380人。